# Celcius
Celcius è il quarto album in studio del rapper statunitense Tech N9ne. Fu pubblicato dalla Midwestside Records dopo che Tech N9ne si allontanò dall'etichetta. Contiene una collezione di canzoni che aveva registrato precedentemente, quando era ancora con l'etichetta discografica, la maggior parte delle quali inedite. Contiene anche 3 canzoni in cui Tech N9ne non compare.
He Wanna Be Paid era stata precedentemente pubblicata nella compilation della 0 to 60 Records Midwest Mobbin, con il nome di Get Yo Paper. Boss Doggs è un remix della canzone Boss Doggin, dall'album My Dogs ForLife dei 57th Street Rogue Dogs Villains, mentre Sprung era precedentemente contenuta della compilation Live From The Ghetto, in cui aveva il titolo Blank Zone, sbagliato (il vero titolo della canzone è Biank Zone).

## Tracce
1. He Wanna Be Paid
2. Call Girlz (ft. Don Juan)
3. Be Warned
4. Boss Doggs (ft. 57th Street Rogue Dogs Villians)
5. Sprung (ft. Don Juan)
6. All I Want
7. Nasty Girl (ft. Don Juan, L.V., Rock Money)
8. Pop That Thang (performed by Macc James)
9. Shoot Tha Shit (ft. Big Bear, Don Juan)
10. Ride Wit Me (performed by 57th Street Rogue Dog Villians feat. Severe)
11. Blue Streak
12. We Dem Boyz (performed by Jok3r)
13. Mizery (ft. Macc James)
14. Celcius (ft. Don Juan)